# Bálint Rezső (orvos)
Jékei Bálint Rezső, 1892-ig Bleyer szül. Bleyer Rudolf Jenő (Budapest, 1874. október 22. – Budapest, Józsefváros, 1929. május 23.) orvosdoktor, belgyógyász, neurológus, klinikaigazgató, egyetemi tanár, a Bálint-szindróma névadója.

## Élete
Bleyer József gabonakereskedő és Politzer Júlia gyermekeként látta meg a napvilágot, izraelita vallású, 1892-ben katolizált. Középiskolába 1884 és 1892 között az V. kerületi magyar királyi állami főgimnáziumba járt, majd a budapesti egyetem orvosi karán tanult tovább, és Korányi Frigyes asszisztense volt. 1897-ben szerezte meg oklevelét, 1900-tól kezdetben díjtalan, majd a következő évtől kezdve díjazott gyakornok volt az I. sz. belklinikán. 1902 és 1906 között harmadik, 1906 és 1907 között második, 1908-ig első tanársegéd volt az I. számú, ezután 1911-ig a III. sz. belklinikán. 1914-ig adjunktus. Ebben az évben pályázott nyilvános rendes egyetemi tanárnak, ám pénzügyi okokból csak rendkívüli tanár lett (1914. május 30.), illetve a I. sz. belklinika vezetőjévé is megtették. Október 13-án kezdeményezték megbízását rendes tanárnak, ám a miniszter csak 1917. január 23-án javasolta kinevezését IV. Károlynál, amely meg is történt 1917.  február 2-án. 1915 és 1917 júniusa között alezredesi rangban szolgált a közös hadseregben, mint főtörzsorvos és kórházparancsnokként is működött. 1929-ben pajzsmirigyrákban halt meg.
Testvére volt Bálint Zoltán építész, Bálint Imre közgazdász, hírlapíró, író. Felesége Hieronymi Károly lánya, Hieronymi Mária volt, akit 1915. augusztus 14-én vett el.

## Művei
- Diaetetikai vezérfonal (Bp., 1924)
- A cukorbetegségek és az insulin (Ernst Zoltánnal és Purjesz Bélával, Bp., 1927)
- Ulcus- problem und Säuregasengleichgewicht

Ezeken kívül pedig számos értekezése jelent meg bel- és külföldi szaklapokban, főleg a szív- és idegrendszer megbetegedésekről.

## Kitüntetései
- Balassa-díj alap jutalomdíja (1913)
- Balassa-érem (1928)
- Bp.-i Kir. Orvosegyesület Tauszk Ferenc Alapítvány díja (1926)